# Chydenanthus
Chydenanthus là một chi thực vật có hoa trong họ Lecythidaceae.

## Loài
Chi Chydenanthus gồm các loài: